# 1016
Початок Високого Середньовіччя •  Епоха вікінгів •  Золота доба ісламу •  Реконкіста •  Київська Русь

## Геополітична ситуація
Візантію очолює Василій II Болгаробійця. Генріх II є імператором Священної Римської імперії.
Королем Західного Франкського королівства є, принаймні формально, Роберт II Побожний.
Апеннінський півострів розділений між численними державами: північ належить Священній Римській імперії, середню частину займає Папська область, на південь від Римської області лежать невеликі незалежні герцогства, півдненна частина півострова належать Візантії. Південь Піренейського півострова займає Кордовський халіфат, охоплений міжусобицею. Північну частину півострова займають християнські Леонське королівство (Астурія, Галісія), де править Альфонсо V, Наварра (Арагон, Кастилія) та Барселона. Англійське королівство завоювали війська данського короля Канута Великого.
У Київській Русі триває правління Святополка Володимировича. У Польщі править Болеслав I Хоробрий. Перше болгарське царство частково захоплене Візантією, в Західно-Болгарському царстві триває правління Івана Владислава. У Хорватії триває правління Крешиміра III та Гойслава. Королівство Угорщина очолює Стефан I.
Аббасидський халіфат очолює аль-Кадір, в Єгипті владу утримують Фатіміди, в Середній Азії — Караханіди, у Хорасані — Газневіди. У Китаї триває правління династії Сун. Значними державами Індії є Пала, Пратіхара, Чола. В Японії триває період Хей'ан.

## Події
- У Київській Русі розпочалася боротьба за престол між Святополком, який захопив Київ після смерті Володимира Великого, й Ярославом, який правив у Новгороді. У битві під Любечем Ярослав завдав поразки Святополку.
- Тривало вторгнення данів в Англію. Після смерті англійського короля Етельреда Нерозумного 23 квітня, йому успадкував Едмунд Залізнобокий. У травні Едмунд завдав поразки данам короля Канута (Кнуда) Великого в битві під Брентфордом. 18 жовтня у битві біля Ешингдона в Ессексі Канут взав реванш. Англосаксонський король Едмунд Залізнобокий програв «країну англів і народ» данському претенденту на англійський престол. Едмунду залишився тільки Вессекс, але в листопаді він помер, і Канут заволодів усією Англією.
- Укладено перший звід законів Київської Русі «Руську правду». На думку інших дослідників це сталося дещо пізніше, в 1030-х роках.
- Пізанська республіка й Генуезька республіка здійснили спільний напад на мусульманську Сардинію.
- Мелус Барійський, намагаючись відвоювати у Візантії південь Італії, звернувся за допомогою до норманів, що незабаром призведе до нормадського завоювання.
- Тмутараканський князь Мстислав Хоробрий спільно з візантійцями розгромив останнього хозарського вождя Григорія Цуло.

## Народились
- Бела I — угорський король
- Боян — поет-співець давньої Русі
- Казимир I Відновитель — польський князь з династії П'ястів
- Фердинанд I — король Кастилії

## Померли
- 23 квітня — Етельред Нерозумний, король Англії (978—1013 і 1014—1016)
- 30 листопада — Едмунд Залізнобокий, король Англії з 23 квітня по 30 листопада 1016 року.